# هدف عالی آفریقا
هدف عالی آفریقا (انگلیسی: Aim Higher Africa) یک سازمان غیرانتفاعی است که خارج از آفریقا در ژانویه۲۰۱۳ بنیاد گذاشته شد و روی پرکردن شکاف میان فقر و رفاه متمرکز است.

## هدف
این سازمان با استفاده از فناوری اطلاعات و ارتباطات روی استخراج استعدادها در کادر آموزش و پرورش استاندارد آفریقا در محیطهای آموزشی متمرکز است تا با رشد کارآفرینان جوان شکاف میان فقر و رفاه را برطرف کند.

## تاریخچه
این سازمان توسط «پیس هاید» بریتانیا - غنایی و متخصص سابق آموزش و پرورش بریتانیا و غنا در۲۰۱۳ به عنوان سازمانی که بر روی رشد آموزش و پرورش جوامع فقیر متمرکز است بنیاد گذاشته شد. ابتدا به سوادآموزی رایگان کودکان خیابانی در خیابانهای آکرا در غنا پرداخت تا آموزشهای پایه سوادآموزی را بگذرانند. در سالهای بعد این سازمان با در اختیار قرار دادن آموزشهای کامل تخصصی به افراد و سازمانها گسترش پیدا کرد و در سال ۲۰۱۴ کارزار توانمندسازی زنان را راه انداخت و تا به امروز این سازمان به بیش از ۲ میلیون دانش آموز پوشش داده و ۳۰۰ کسب و کار ایجاد کرده‌است.

## بررسی اجمالی
سازمان هدف عالی آفریقا با تیمی متشکل از ۱۰ متخصص کار می‌کند، که ازکشورهای انگلیس، آمریکا، غنا، کنیا، نیجریه و آفریقای جنوبی از طریق راه دور با هم ارتباط دارند. مأموریت این سازمان توقف بیکاری رو به رشد جوانان در آفریقا است. آنها در هر مرحله از آموزش با به‌کارگیری فناوری اطلاعات در آموزش و پرورش و دریافت خدمات از دولت‌ها، موسسات و معلمان به صورت مستقیم آموزشها را به هنرجویان منتقل می‌کنند. این سازمان از طریق جمع‌آوری اعانه، به ارث گذاشتن افراد، جمع‌آوری کمکهای اجتماعی، برگزاری رویدادها و مشارکت شرکت‌ها تأمین می‌شود.

## جوایز
جایزه مدیر عامل جوان ۲۰۱۵ از قاره آفریقا به «پیس هاید» بنیانگذار سازمان هدف عالی آفریقا اعطا شد.